# Flora Peel
Pour les articles homonymes, voir Peel.
Flora Peel née le 19 septembre 1996, est une joueuse britannique de hockey sur gazon. Elle évolue au HDM, aux Pays-Bas et avec les équipes nationales anglaise et britannique.

## Carrière
Elle a fait ses débuts le 19 février 2022 avec l'Angleterre contre l'Argentine à Buenos Aires lors de la Ligue professionnelle 2021-2022.